# Szegerdő
Szegerdő is een plaats (község) en gemeente in het Hongaarse comitaat Somogy. Szegerdő telt 273 inwoners (2001).